# پرایری هوم (میزوری)
پرایری هوم (به انگلیسی: Prairie Home) یک شهر در ایالات متحده آمریکا است که در شهرستان کوپر، میزوری واقع شده‌است. پرایری هوم ۱٫۰۱ کیلومتر مربع مساحت و ۲۸۰ نفر جمعیت دارد و ۲۷۱ متر بالاتر از سطح دریا واقع شده‌است.